# Bágoa da Raíña
Bágoa da Raíña (en gallego, Lágrima de la Reina) fue un grupo gallego de música folk, formado en Ortigueira en 1995. En 1998 publicaron su primer disco, En augas de Ortigueira, reeditado en 2002 por el diario La Voz de Galicia en el marco de la colección musical Son de Galicia, con el número 37. Participaron en el Festival de Ortigueira en las ediciones de 1995, 1997 y 1998. En la actualidad se desconoce si el grupo permanece en activo.

## Miembros
- Rodrigo López: gaita, flauta
- Urbano Salgado: gaita
- Jaime García: flauta
- Elixio César: guitarra
- Marina Alonso: percusión
- Fredi Loureiro: bombo
- J.M. Marías: bajo
- César Yáñez: percusión, flautas y cuerdas
- Juan Barcón: gaita
- Bruno de Covas: tamboril
- Jorge: multipercusión
- Alfonso Cheda: gaita y flautas
- Carlos Pía (Capi): percusión
- Carlos Conchillo: acordeón

## Discografía
- 1998 - En augas de Ortigueira